# Condino
Condino é uma comuna italiana da região do Trentino-Alto Ádige, província de Trento, com cerca de 1.495 habitantes.
Estende-se por uma área de 33 km², tendo uma densidade populacional de 45 hab/km². Faz fronteira com Daone, Breno (BS), Castel Condino, Bagolino (BS), Cimego, Brione, Tiarno di Sopra, Storo.